# مثنی خالد
مثنی خالد (عربی: مثنى خالد المسلوخي؛ زادهٔ ۱۴ ژوئن ۱۹۸۹) یک بازیکن فوتبال اهل عراق است.
از باشگاه‌هایی که در آن بازی کرده‌است می‌توان به الشرطه، النفط، نیروی هوایی عراق، اربیل، تیم ملی فوتبال زیر ۲۳ سال عراق، و تیم ملی فوتبال عراق اشاره کرد.
وی همچنین در تیم‌های ملی فوتبال Iraq U-23 تیم ملی فوتبال عراق بازی کرده‌است.